# Scotolemon claviger
Scotolemon claviger is een hooiwagen uit de familie Phalangodidae.